# Leonhard Roesler
Leonhard Roesler (* 19. Mai 1839 in Nürnberg; † 11. Jänner 1910 in Krems an der Donau) war ein deutsch-österreichischer Chemiker und Önologe sowie Direktor der k.k. Chemisch-Physiologischen Versuchsstation für Wein- und Obstbau in Klosterneuburg.

Leonhard Roesler

## Leben
Leonhard Roesler studierte Chemie in Erlangen und Göttingen. Während seines Studiums wurde er in Erlangen im Winter-Semester 1859/60 Mitglied der Burschenschaft der Bubenreuther. Im Folgenden war er Assistent in Erlangen, ehe er 1867 als Ordentlicher Professor an die Technische Hochschule Karlsruhe berufen wurde. Im Jahr 1870 wurde er nach Klosterneuburg an die in Gründung befindliche Önochemische Versuchsanstalt berufen. Im Jahr 1873 trat er in die Höhere Lehranstalt für Wein- und Obstbau über. Im Jahr 1874 begründete er die k.k. Chemisch-Physiologische Versuchsstation für Wein- und Obstbau in Klosterneuburg und leitete diese bis zu deren Eingliederung in die Höhere Lehranstalt für Wein- und Obstbau im Jahr 1902.
Zu den Forschungsschwerpunkten Leonhard Roeslers zählte insbesondere die Biologie der Reblaus und deren Bekämpfung. Bekannt sind auch seine Versuche mit amerikanischen Weinreben im Zusammenhang mit der Bekämpfung der Reblaus. Leonhard Roesler war Mitbegründer der wissenschaftlichen Zeitschrift „Annalen der Önologie“ (1869) und Mitbegründer des „Vereins zum Schutze des Österreichischen Weinbaues“ (1884).

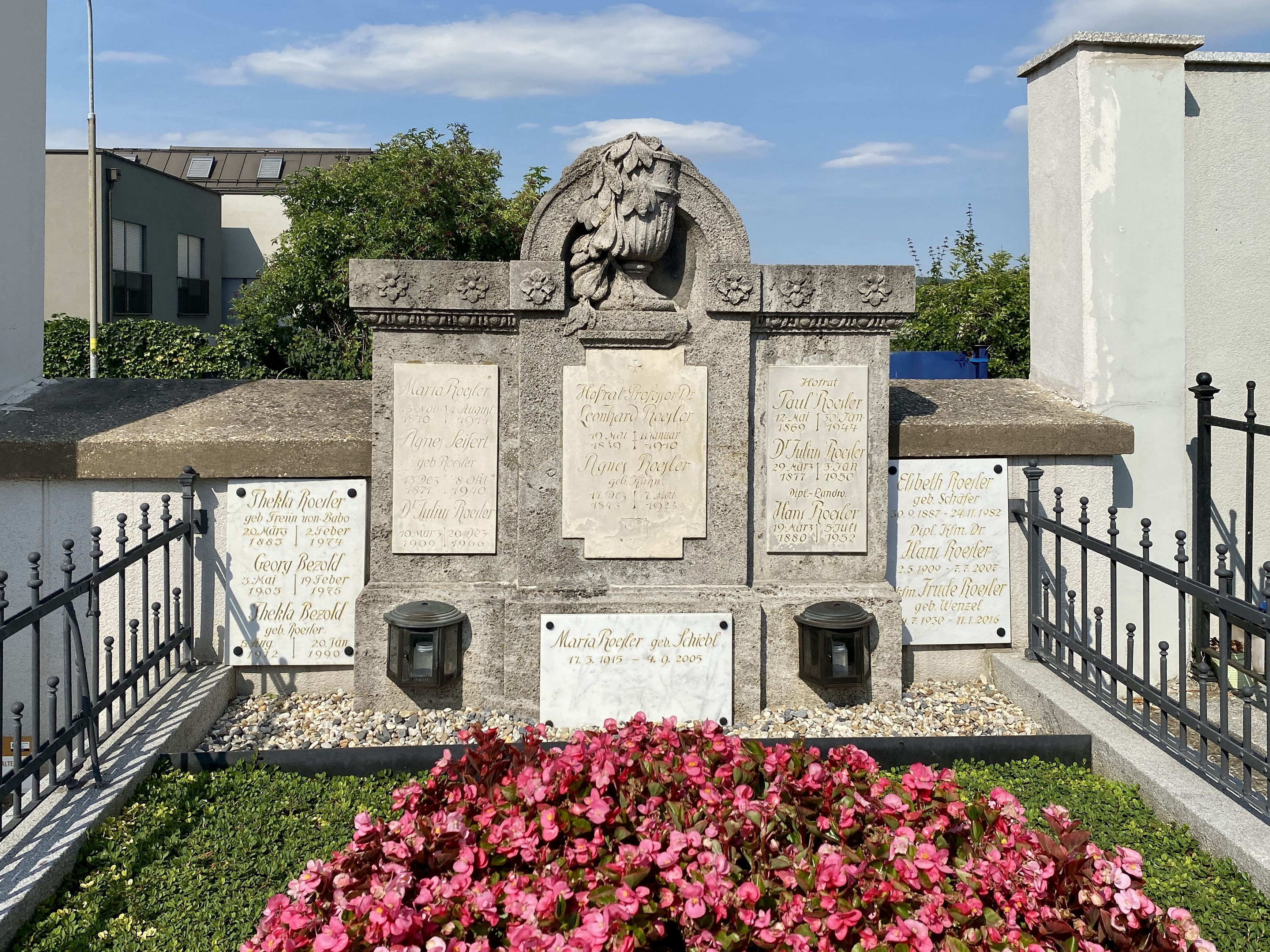
Grab von Leonhard Roesler

Das Grab von Leonhard Roesler befindet sich auf dem Oberen Stadtfriedhof in Klosterneuburg.

## Ehrungen
- Der in Klosterneuburg tätige Mykologe Felix von Thümen (1839–1892) benannte einen Saprophyten „Roesleriana hypogaea“.
- Am 19. Dezember 1931 wurde in Klosterneuburg im Anstaltsgarten der Höheren Lehranstalt für Wein- und Obstbau ein Dr.-Leonhard-Roesler-Gedenkstein enthüllt.
- Im Jahr 2000 wurde im Gedenken an Leonhard Roesler eine Rebsorte, die in der zur Klosterneuburger Weinbauschule gehörenden Abteilung für Rebenzüchtung am Götzhof Langenzersdorf gezüchtet worden war, als Roesler benannt.